# Jane Foster
Jane Foster, mais tarde Jane Foster Kincaid, é uma personagem fictícia dos quadrinhos da Marvel Comics, uma das mais importantes coadjuvantes das primeiras aventuras de Thor, o deus do trovão. Criada por Jack Kirby, Larry Lieber e Stan Lee, sua estreia foi em Journey Into Mystery #84 (setembro de 1962). 
Inicialmente ela era enfermeira e trabalhava para o médico manco Dr. Donald Blake, identidade secreta de Thor. Jane amava Thor mas sentia apenas piedade pelo médico, até que este lhe revelou sua identidade secreta. A partir de 2014, o escritor Jason Aaron começou a revitalizar a personagem, dando-lhe o título de Thor, numa fase elogiada por crítica e público.

## Biografia ficcional
Thor e Jane Foster eram apaixonados um pelo outro, o que fez com que o deus do trovão revelasse sua identidade secreta e a levasse para Asgard, como sua noiva.
Antes disso, a moça foi vítima de vários ataques dos inimigos de Thor, principalmente Encantor, uma deusa e feiticeira de Asgard, que perseguiu Jane por ciúmes e desejo de desforra por ter sido preterida. Loki também ameaçou a enfermeira, tentando se aproveitar do que considerava uma fraqueza de Thor.
Mas o principal oponente do namoro de Thor com Jane foi Odin, o líder dos asgardianos e pai do deus do trovão. Ele não achava que uma moça "mortal" pudesse se adaptar a vida dos deuses. Quando Thor se revelou e levou sua amada para Asgard, Odin usou de vários artifícios para provar para Thor que a moça não poderia viver ali. Thor acabou se convencendo disto e desistiu do noivado. Para que a moça não ficasse magoada, Odin apagou a memória de Jane e a colocou em seu caminho outro médico, Dr. Keith Kincaid, por quem ela se apaixonaria e depois, casaria. Em histórias posteriores, Jane recupera sua memória e percebe ainda possuir os mesmos sentimentos por Thor, estando aparentemente divorciada do seu marido Keith.[carece de fontes?]
Na revista do "Thor Vol. 2 #5", Jane aparece agora como médica e comanda vários paramédicos de Nova Iorque. Em Guerra Civil Jane trabalha para a SHIELD e fica do lado dos heróis que resistiram a lei de registro.

### What if
Na série What If? #10 (agosto de 1978) (br.: O que aconteceria se...), ao invés de Donald Blake, quem encontra o cajado mágico é Jane Foster. Ao ler a inscrição e bater com a madeira no chão, Jane se transforma em Thordis, a deusa do trovão. Com seus novos poderes ela resgata Donald Blake que estava em perigo. Mais tarde Odin a força a dar seu martelo para Blake, que assim se transforma em Thor, como ele havia planejado antes. Jane permanece em Asgard e mantém seus status de deusa, acabando por se casar com Odin.

### A Thor
Em 2014, a Marvel Comics anunciou que o novo Thor seria uma mulher, após Thor Odinson tornar-se indigno durante a saga Pecado Original. Após meses de mistério, foi revelado que a identidade da personagem é Jane Foster. Apesar de ter gerado polêmica entre os fãs do herói, o título escrito por Jason Aaron foi elogiado pela crítica e bem-sucedido comercialmente.

## Adaptações

### Televisão
Jane Foster é coadjuvante do desenho animado dos anos 60 de Thor ("The Mighty Thor"), um dos segmentos da série The Marvel Super Heroes.
Ela também apareceu no desenho Os Vingadores: Os Super-Heróis mais Poderosos da Terra.

### Cinema

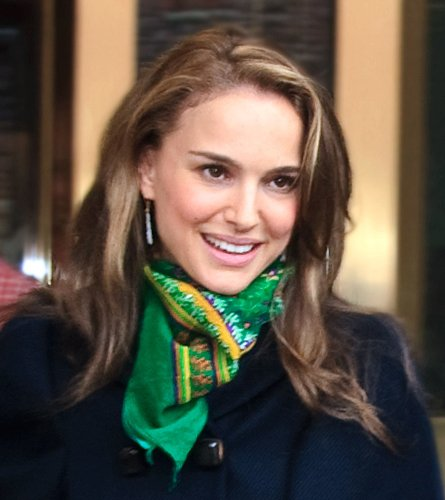
Natalie Portman interpretou Jane Foster nos filmes Thor, Thor: O Mundo Sombrio e Vingadores: EndGame.

A personagem foi interpretada pela atriz Natalie Portman no filme Thor, lançado em 2011, e na sequência Thor: O Mundo Sombrio, lançada em 2013. Em ambos os filmes, ela é uma cientista e tem o papel mais focado apenas como interesse romântico de Thor. No segundo, ela têm um pouco mais de destaque, quando ela na Jóia da Realidade e absorve seus poderes; ela acaba adoecendo e é levada para Asgard. 
Em Vingadores: A Era de Ultron ela não aparece, mas durante uma festa organizada pelos heróis Thor menciona que não sabe em que país em que está pois o trabalho sobre a convergência tornou- a a maior astronoma do mundo e que Jane pode receber um prémio Nobel. Em Thor: Ragnarok, é revelado que ela optou por terminar o relacionamento com Thor.
Em 2019, foi lançado o filme Vingadores: Ultimato, onde ocorrem uma série de viagens no tempo; em uma das viagens, Thor e Rocket voltam à Asgard durante Thor 2, e podemos ver Jane Foster rapidamente em uma cena, antes de Rocket extrair o Ether dela.
Na Comic Con de San Diego do mesmo ano (2019), foi anunciada a volta de Portman como Jane Foster no filme Thor: Amor e Trovão (2021), onde ela assumirá os poderes da Deusa do Trovão.